# Viscorreducción
Viscorreducción o visbreaking (acortamiento del inglés viscosity breaking) es un proceso que consiste en transformar el residuo pesado de una torre de destilación de petróleo en compuestos más ligeros, a través de la disminución de la viscosidad. De aquí se tiene que el parámetro que marca la pauta es la viscosidad del producto respecto de la carga.

## Proceso
Es un proceso de calentamiento de cargas residuales de las columnas de destilación primaria (destilación atmosférica) manejado de manera más severa, tanto como el proceso de craqueo, por lo que a veces se utiliza la misma torre de topping o destilación atmosférica para realizar este tipo de corridas, si no se cuenta con una etapa del proceso dedicada para ello. Si este fuera el caso, la temperatura de los hornos debe elevarse entre 65-150 °F (36-83 °C) más altos de los rangos de operación usuales, y esto dependiendo de la carga de alimentación al horno a someter a visbreaking. Se debe estar seguro de que las tuberías de los hornos y en general todos los equipos resistirán operar a temperaturas más altas que lo "normal", y se debe monitorear constantemente las bombas de fondos para evitar un sobrecalentamiento.
A menudo la carga puede consistir de un residual o petróleo industrial, asfaltos, o mezcla de ellas con cierta proporción de hidrocarburos con 25° - 35° API, entre ellos diésel, gasóleo liviano, etc. Estos compuestos ayudarán al flujo ascendente de gases a través de la columna, ayudando a evitar la inundación del fondo y por consiguiente originando el descontrol térmico de la columna por un sobrecalentamiento. Llevar a cabo algún tipo de craqueo es muy peligroso, ya que la columna no es un equipo diseñado para tal fin. Al aumentar la temperatura de los hornos ciertas moléculas pesadas se empezarán a romper en hidrocarburos de cadena más cortas, consiguiendo con esto que la viscosidad así como la densidad del mismo cambien a tendencias un tanto más ligeras, de ahí el nombre técnico -del inglés- "visbreaking".
El enfriamiento posterior de las corrientes laterales debe ser esencial, y se realiza al igual que una destilación de topping, intercambiando calor con la carga, a manera de tener una buena integración energética.